# Katedralen i Bjelovar

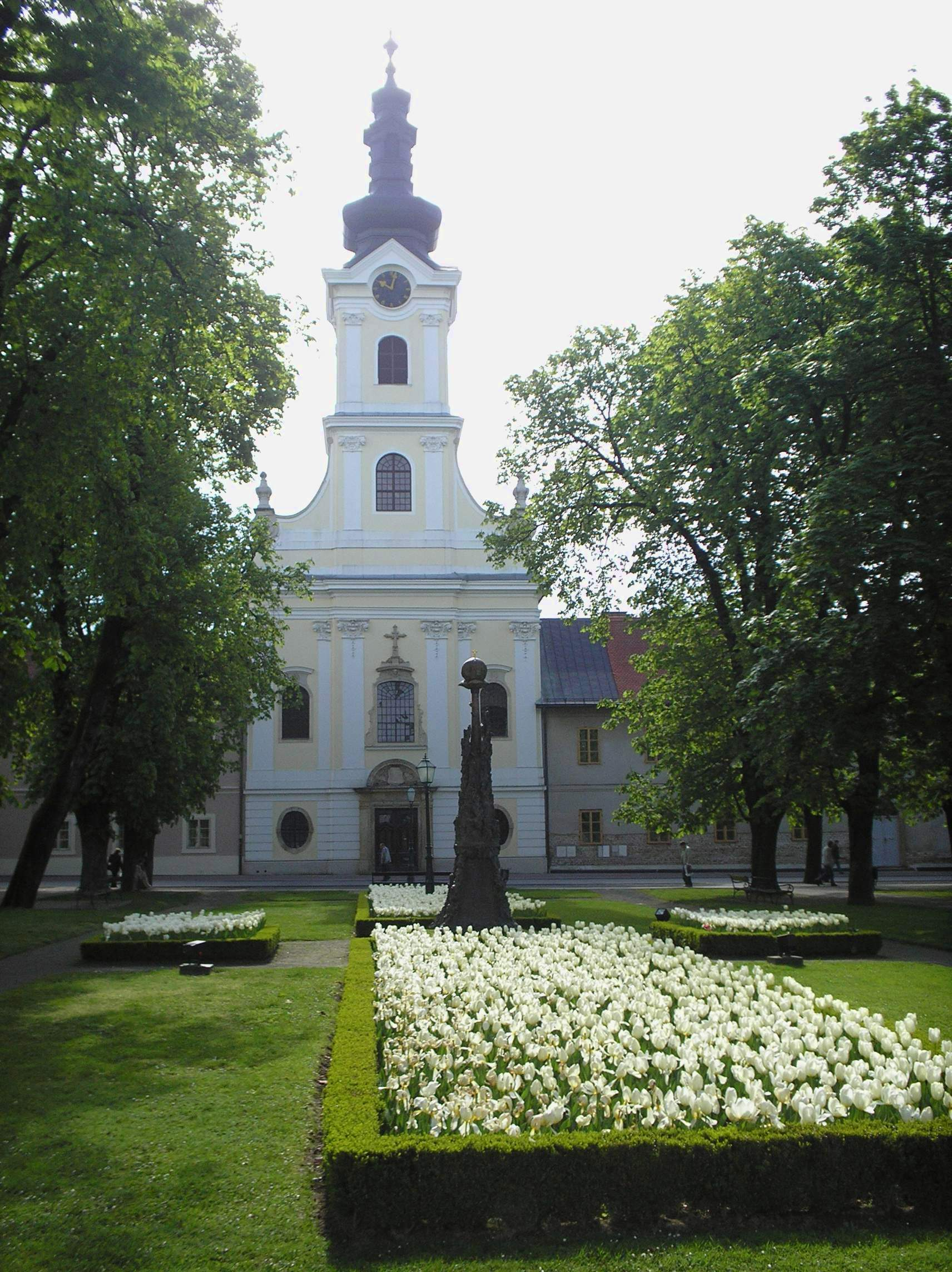
Katedralen i Bjelovar.

Katedralen i Bjelovar är en katedral i staden Bjelovar och blev ett biskopssäte inom den romersk-katolska kyrkan i Kroatien den 5 december 2009. Katedralen är tillägnad helgonet Teresa av Ávila och är utförd i barockstil.
Katedralen, då som församlingskyrka, byggdes mellan 1765 och 1770 och välsignades den 15 oktober 1772, vilket är Teresa av Ávilas helgondag. Klocktornet fick sin klocka 1772 och kyrkan invigdes av Zagrebs ärkebiskop 1775. Under kroatiska självständighetskriget (1991-1995) träffades katedralen under en granatattack den 25 september 1991 och tre kvinnor miste livet.